# 상사령
《상사령》(相思令)은 2025년 방송되었던 중국의 드라마이다.

## 줄거리
- 북현과 염남, 서양이 맞서던 시대. 북현의 다섯 부족은 낭주 자리를 놓고 대립을 이어간다. 그중 현부 족장 ‘현술’이 염남 백공 계승자의 무기에 살해되자, 아들 ‘현렬’은 아버지의 죽음에 얽힌 진실을 좇기 시작한다. 계승자는 군씨 가문의 장자 ‘군비범’이었지만, 그 이름 뒤에는 가업을 잇기 위해 남장을 택한 장녀 ‘군기라’가 숨어 있었다. ‘현렬’은 진실을 모른 채 그녀를 납치하고, 경계와 의심 사이 예상치 못한 감정이 싹트기 시작하는데...

## 등장 인물
- 송위룡 - 현렬 역
- 안젤라베이비 - 군기라 역
- 임호 (任豪) - 소기민 역
- 백빙가 - 현청구 역
- 요치 (姚弛) - 나집주 역
- 하남 (夏楠) - 이범음 역
- 사바오량 - 해장곤 역
- 왕혁정 (王奕婷) - 손소민 역
- 진도 (陈涛) - 나기 역